# Gradius
Gradius (jap. グラディウス Guradiusu) – strzelanka wyprodukowana i wydana w 1985 roku przez Konami, pierwotnie na automaty do gier. Pierwsza gra z serii Gradius. Wersja na automaty została wydana poza Japonią pod tytułem Nemesis, aczkolwiek w późniejszym okresie w zagranicznych wydaniach powrócono do oryginalnego tytułu. Gra została wydana także na domowe platformy takie jak Nintendo Entertainment System/Famicom, komputery MSX i PC Engine. W 2016 wydano konsolę NES Classic Edition, zawierającą fabrycznie zainstalowaną wersję Gradiusa.
Wersja gry na NES z 1986 roku jest pierwszym tytułem, w którym pojawia się Konami Code.

## Rozgrywka
Gra jest tzw. Horizontal Shooterem, którego akcja dzieje się w przestrzeni kosmicznej. Gracz kontroluje statek kosmiczny Vic Viper i musi stawić czoła nacierającym falom wroga. Na końcu każdego z poziomów gracz mierzy się z bossem, którym zazwyczaj jest potężnych rozmiarów prom kosmiczny. Bossowie charakteryzują się tym, że otrzymują obrażenia tylko wtedy gdy zostaną trafieni w słaby punkt, który zazwyczaj wyróżnia się na ekranie jaskrawą barwą lub migotaniem.
Gradius posiada unikatowy jak na swoje czasy system ulepszeń, który rozwija możliwości statku w miarę postępu akcji, gdyż początkowo Vic Viper porusza się stosunkowo wolno i ma małą siłę rażenia.
Ówczesne gry korzystały zazwyczaj z systemu ulepszeń, w którym każdy power-up był inny i po jego zdobyciu dawał graczowi określoną umiejętność (inny rodzaj nabojów, szybsze poruszanie itp.). Gradius posiada tylko jeden power-up, zdobycie go powoduje ładowanie miernika ulepszeń, który jest wyświetlany na dole ekranu i dzieli się na kilka opisanych odpowiednio części. Po wciśnięciu odpowiedniego przycisku gracz otrzymuje ulepszenie statku, to jakie to będzie ulepszenie jest zależne od tego jak bardzo naładowany jest miernik. Po wybraniu ulepszenia miernik zostaje opróżniony i musi być naładowany ponownie, niektóre z ulepszeń mogą się kumulować.

## Odbiór
Na amerykańskiej i europejskiej wersji okładki portu na NES, znajduje się napis mówiący o tym, że w Japonii sprzedano ponad milion sztuk gry.
GameSpot uznało, że Gradius jest bardzo dobrym klasycznym shooterem, który wyróżnia się ciekawym systemem ulepszeń. IGN wystawiło ocenę 7 na 10 wersji wydanej dla Virtual Console, ogłosiło także, że jest to jedna z najlepszych klasycznych strzelanek.